# Martin Sensmeier
Martin Sensmeier, född 27 juni 1985 i Anchorage i Alaska (uppvuxen i Yakutat i samma delstat), är en amerikansk skådespelare och fotomodell, som är känd för att ha spelat olika indianroller. Han spelade med i filmen The Magnificent Seven under år 2016, och syntes därefter i en återkommande roll som "Wanahton" i HBO-TV-serien Westworld, både under år 2016 och 2018. 
Efter det har han spelat en fysioterapeut i TV-serien Yellowstone, samt en Comanche-krigare vid namn Sam, i prequelserien 1883. Båda serierna är regisserade av Taylor Sheridan.
Sensmeier lever sedan år 2016 i en relation tillsammans med partnern Kahara Hodges. Paret har två barn tillsammans, födda år 2020 och 2022.

## Filmografi (i urval)
- 2014 – Salem (TV-serie) (okrediterad medverkan)
- 2016 – The Magnificent Seven
- 2016 – Westworld (TV-serie) (även 2018, okrediterad medverkan)
- 2017 – Wind River
- 2018 – Encounter (i USA skriven som Beyond the Sky)
- 2019 – Yellowstone (TV-serie)
- 2020 – FBI: Most Wanted (TV-serie)
- 2020 – Befriaren (TV-serie)
- 2021 – The Ice Road
- 2022 – 1883 (TV-serie)
- 2022 – La Brea (TV-serie)
- 2022 – 9 Bullets
- 2022 – The Last Manhunt